# Drypetes serrata
Drypetes serrata là một loài thực vật có hoa trong họ Putranjivaceae. Loài này được (Maycock) Krug & Urb. mô tả khoa học đầu tiên năm 1892.